# Géographie du Chili
Le Chili est un pays d'Amérique du Sud habité par 20,0 millions de personnes (FMI, 2024) et situé sur la côte Pacifique. Il est entouré par l'Argentine au nord-est, à l'est et au sud-est (plus de 5 000 km de frontière), la Bolivie et le Pérou au nord et s'étend sur 756 900 km2 de terres. Le Chili revendique aussi 1,250 million de km2 dans l'Antarctique.

## Description
Situé sur la côte pacifique de l’Amérique du Sud, le Chili s’étire sur ses 4 300 kilomètres du Pérou au cap Horn, avec une largeur moyenne de 180 kilomètres (de 440 kilomètres au maximum à la latitude 52°21 S et 90 kilomètres au minimum à la latitude 31°37 S au Nord de Santiago). Des frontières naturelles isolent le Chili de ses voisins : il est séparé de l’Argentine par la cordillère des Andes, de la Bolivie et du Pérou par le désert d’Atacama. La superficie totale du pays est de 756 900 km2, en comprenant l’archipel de Juan Fernández et l’île de Pâques. Le Chili revendique par ailleurs 1 250 000 km2  de l’Antarctique. Le pays se situe dans une zone fortement sismique et volcanique : cette activité découle de la poussée de la plaque tectonique de Nazca sous la plaque sud-américaine supportant le continent. Le pays fait partie de la ceinture de feu du Pacifique.
À la fin du Paléozoïque (ère primaire), il y a 230 millions d’années, le Chili n’était qu’une dépression marine dans laquelle les sédiments s’étaient accumulés. Au cours du Mésozoïque (ère secondaire), sous la poussée de la plaque de Nazca, la couche de sédiments s’est plissée, donnant naissance à la Cordillère des Andes. Le relief actuel est le résultat de millions d’années de volcanisme actif.
Le pays est composé principalement d’une dépression intermédiaire encadrée par deux chaînes de montagnes :
- la cordillère des Andes à l’Est, qui marque la frontière naturelle avec la Bolivie et l’Argentine et qui culmine à l’Ojos del Salado (6 893 mètres), volcan actif le plus élevé au monde ;
- la cordillère de la Côte à l’ouest est un massif beaucoup moins élevé qui culmine à environ 2 000 mètres.

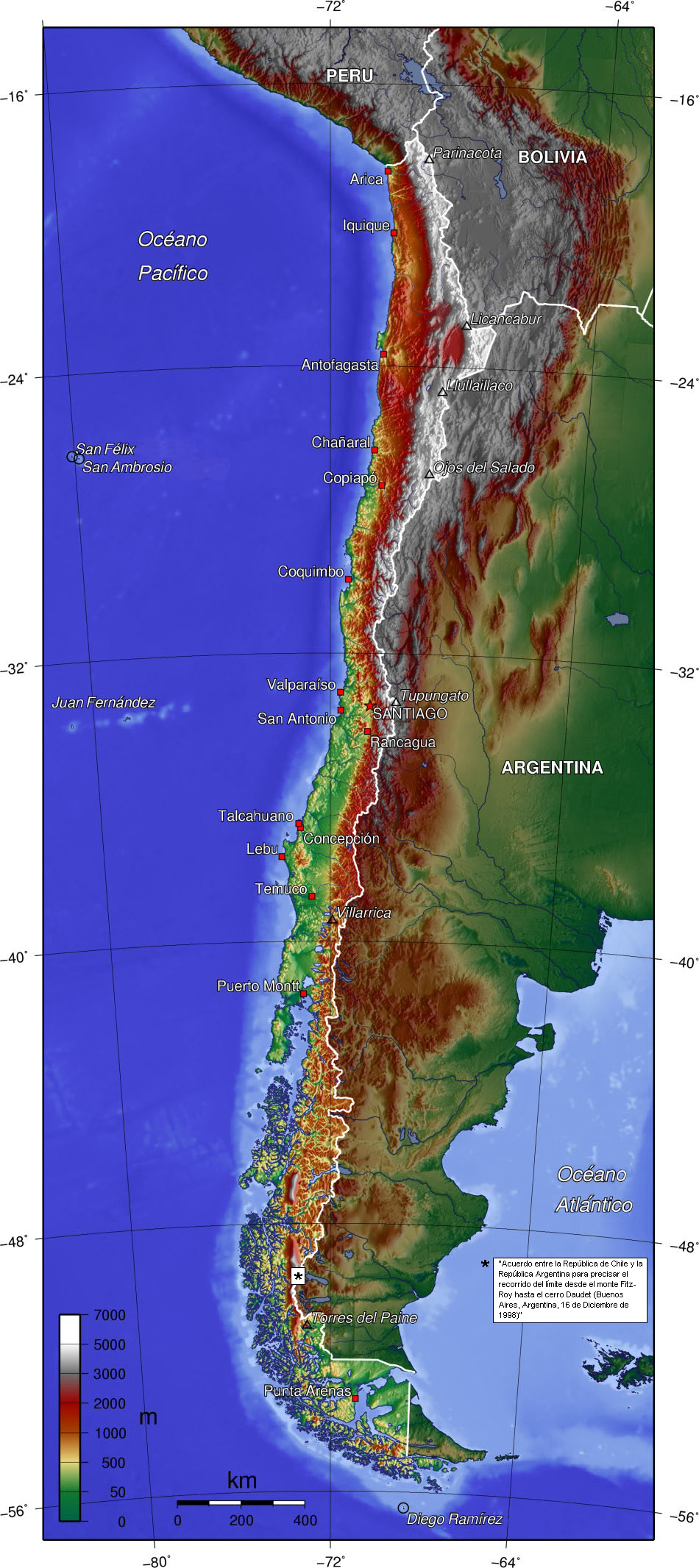
Carte topographique du Chili.

Entre la cordillère de la Côte et le Pacifique se trouve une série de plaines littorales, d’étendue variable, qui permet l’installation des populations et des grands ports. Certaines parties du pays possèdent des plateaux, comme l’Altiplano où la Puna de Atacama et les pampas de Patagonie.
Le « Grand Nord » est la zone comprise entre la limite Nord du pays et la latitude 26° S qui comprend les trois premières régions administratives du pays. Il se caractérise par son aridité intense : le désert d’Atacama est le désert le plus aride du monde (à certains endroits, aucune précipitation n’est tombée depuis quatre-vingts ans). En moyenne il pleut une fois tous les six ans. Ce désert comprend des zones moins arides comme la pampa del Tamarugal. Dans cette région, la cordillère de la Côte est massive et abrupte et arrive souvent jusqu’en bord de mer (les plaines littorales sont quasi absentes). La cordillère des Andes se subdivise en deux chaînes : l’une va vers la Bolivie et est très élevée et volcanique, ce qui a permis la formation de l’Altiplano andin et possède de nombreux lacs salés appelés salar comme le Salar d'Atacama dues à l’accumulation des sédiments durant des millions d’années.

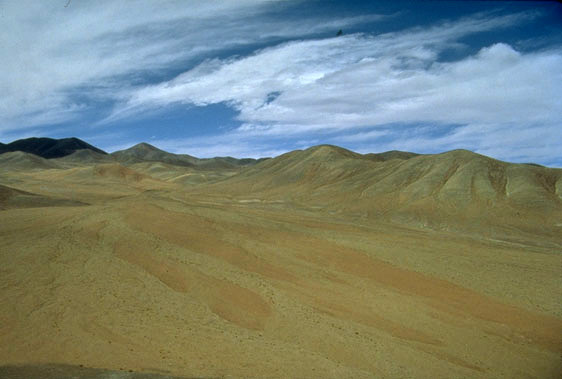
Désert d’Atacama.

Au sud se trouve le « Petit Nord », qui s’étend de la latitude 26° S jusqu’à l’Aconcagua (32° S). Les Andes commencent à être moins élevées vers le sud et à se rapprocher de la côte, arrivant à 95 kilomètres à la hauteur de Llapel, la zone la plus étroite du pays. Les deux chaînes se touchent pratiquement, éliminant la dépression intermédiaire. La présence de fleuves crée des vallées perpendiculaires aux chaînes dans lesquelles l’agriculture est bien développée ; les plaines littorales commencent à s’élargir.
La Vallée centrale est la zone la plus peuplée du Chili. Les plaines littorales sont étendues et permettent l’établissement de villes et de ports. L’altitude de la cordillère de la Côte diminue progressivement. La cordillère des Andes, quant à elle, dépasse les 6 000 mètres d’altitude puis commence lentement à descendre vers les 4 000 mètres dès la Région du Libertador General Bernardo O’Higgins. La dépression intermédiaire devient une vallée fertile que permet le développement agricole. Vers le sud, la cordillère de la Côte réapparaît sous le nom de la cordillère de Nahuelbuta, alors que les sédiments laissés par les glaciers sont à l’origine à la zone de la frontière caractérisée par une série de lacs.

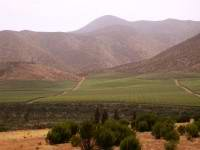
Vallée de Elqui dans la Région de Coquimbo, lieu où l’on fabrique le pisco.

La Patagonie s’étend de la latitude 41° S jusqu’à l’extrémité Sud du Chili. Durant la dernière glaciation, ce lieu était couvert par les glaciers qui ont fortement érodé les reliefs. La dépression intermédiaire disparaît sous la mer et la cordillère de la Côte donne naissance à une série d’archipels comme Chiloé et les Chonos puis disparaît au niveau de la péninsule de Taitao, vers le 47e parallèle. la cordillère des Andes diminue de hauteur. À l’est de la cordillère apparaissent des plaines, comme dans la zone du détroit de Magellan au large de la Terre de Feu.
Ensuite la cordillère des Andes plonge dans l’océan, donne naissance à une série d’îles au niveau du cap Horn, disparaît au niveau du passage de Drake puis se prolonge par l’arc des Antilles du Sud, la péninsule Antarctique ainsi que les Antartandes, située dans le territoire chilien de l’Antarctique, qui s’étend entre les méridiens 53° W et 90° W qui constitue une superficie de 1 250 000 kilomètres carrés.
Dans l’océan Pacifique, le Chili possède une souveraineté sur l’archipel Juan Fernández situé à environ 700 kilomètres de Valparaiso et l’île de Pâques située à plus de 4 500 kilomètres des côtes chiliennes. Ces îles ont une origine volcanique car elles se situent dans la zone de friction entre la plaque de Nazca et la plaque pacifique, elle-même à l’origine de la dorsale du Pacifique oriental.

### Principaux sommets
Les Andes chiliennes forment un des massifs les plus élevés de la planète et comportent un grand nombre de sommets de plus de 6 000 m. Le plus élevé d'entre eux, le Ojos del Salado (6 880 m), est également le volcan le plus élevé de la planète.

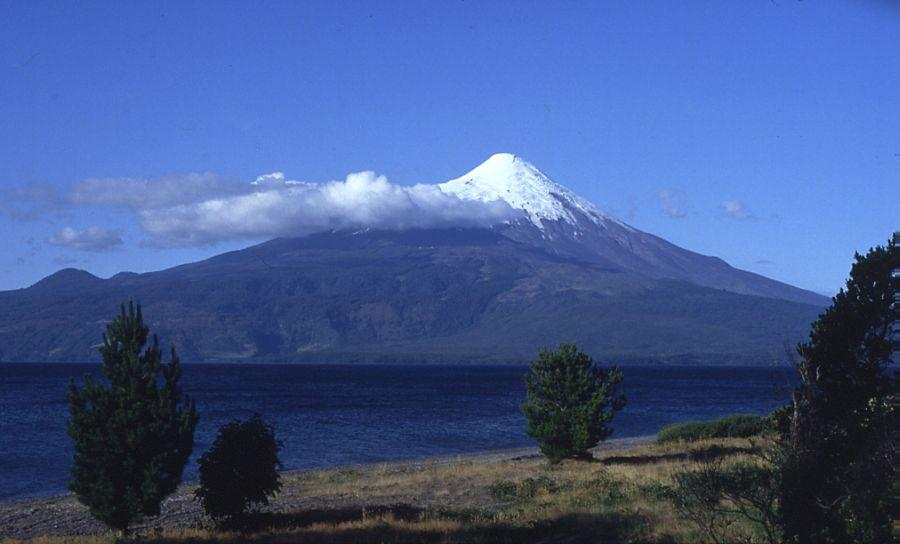
Le volcan Osorno, situé dans la région des Lacs.

Les sommets les plus connus du Chili sont les suivants :
- Nevado Ojos del Salado, 6 880 m, région d'Atacama
- Tupungato, 6 800 m, région métropolitaine de Santiago
- Volcán Llullaillaco, 6 739 m, région d'Antofagasta
- Volcan Parinacota, 6 342 m, région de Tarapacá)
- Volcán Licancábur, 5 916 m, région d'Antofagasta
- Cerro El Plomo, 5 424 m, région métropolitaine de Santiago, visible depuis Santiago
- Descabezado Grande, 3 830 m, région du Maule
- Torres del Paine, 2 800 m, région de Magallanes et de l'Antarctique chilien
- Volcán Villarrica, 2 840 m, région d'Araucanie
- Volcan Osorno, 2 652 m, région des Lacs
- Volcán Cerro Hudson, 1 905 m, région Aisén del General Carlos Ibáñez del Campo

## Climat
| Diagramme climatique de certaines villes du Chili | Diagramme climatique de certaines villes du Chili | Diagramme climatique de certaines villes du Chili | Diagramme climatique de certaines villes du Chili | Diagramme climatique de certaines villes du Chili | Diagramme climatique de certaines villes du Chili |
| Arica                                             | Île de Pâques                                     | Santiago                                          | Valdivia                                          | Punta Arenas                                      | Villa Las Estrellas                               |
| ------------------------------------------------- | ------------------------------------------------- | ------------------------------------------------- | ------------------------------------------------- | ------------------------------------------------- | ------------------------------------------------- |
|                                                   |                                                   |                                                   |                                                   |                                                   |                                                   |
| 18° 20′ S, 70° 20′ O 58 mètres                    | 27° 09′ S, 109° 25′ O 51 mètres                   | 33° 23′ S, 70° 47′ O 475 mètres                   | 39° 48′ S, 73° 14′ O 19 mètres                    | 53° 00′ S, 70° 51′ O 37 mètres                    | 62° 12′ S, 58° 57′ O 10 mètres                    |
| Climat désertique                                 | Climat subtropical                                | Climat méditerranéen                              | Climat océanique                                  | Climat de steppe froid                            | Climat polaire                                    |

La géographie très particulière du pays se reflète sur son climat. Ainsi, le nord est chaud, aride et désertique. La zone centrale quant à elle bénéficie d’un climat méditerranéen, et possède des vallées fertiles. Le Sud, connaît un climat de type océanique froid et humide. L’île de Pâques bénéficie d’un climat maritime à caractéristiques subtropicales. Au Chili, les saisons sont inversées par rapport à l’Europe. Dans la région centrale, l’été débute fin décembre et s’achève fin mars. L’hiver, peu rigoureux, dure de juin à août.
Le Chili fait partie de la ceinture de feu du Pacifique, une chaîne de volcans qui entoure cet océan. Rien qu’au Chili, il y a plus de deux mille volcans, dont quarante sept sont toujours actifs. De plus, le territoire est situé sur la jointure de deux plaques tectoniques, les plaques tectoniques Nazca et sud-américaine, provoquant un fort risque sismique.

### Hiver 2007
L'hiver austral 2007 (juin-août) a été assez rigoureux puisque la zone centrale du pays a souvent connu des gelées et même de la neige dans le secteur de la vallée centrale notamment le 9 août. À cette date 20 millimètres de neige sont tombées à Santiago. Ce phénomène est rare puisque les dernières neiges dans la région de Santiago dataient du 8 septembre 1999 et étaient tombées dans le secteur de la précordillère (Las Condes, Puente Alto...)

## Hydrographie

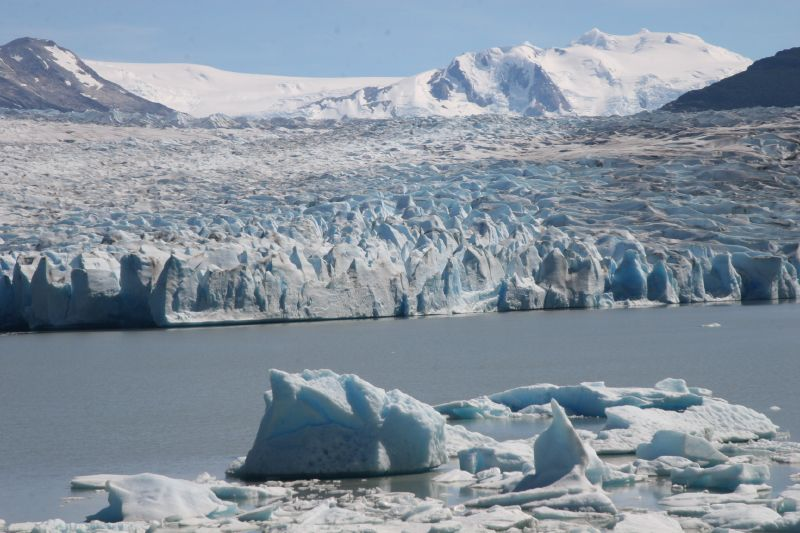
Vue du Campo de Hielo Sur, une importante réserve d’eau douce située dans la zone australe du pays.

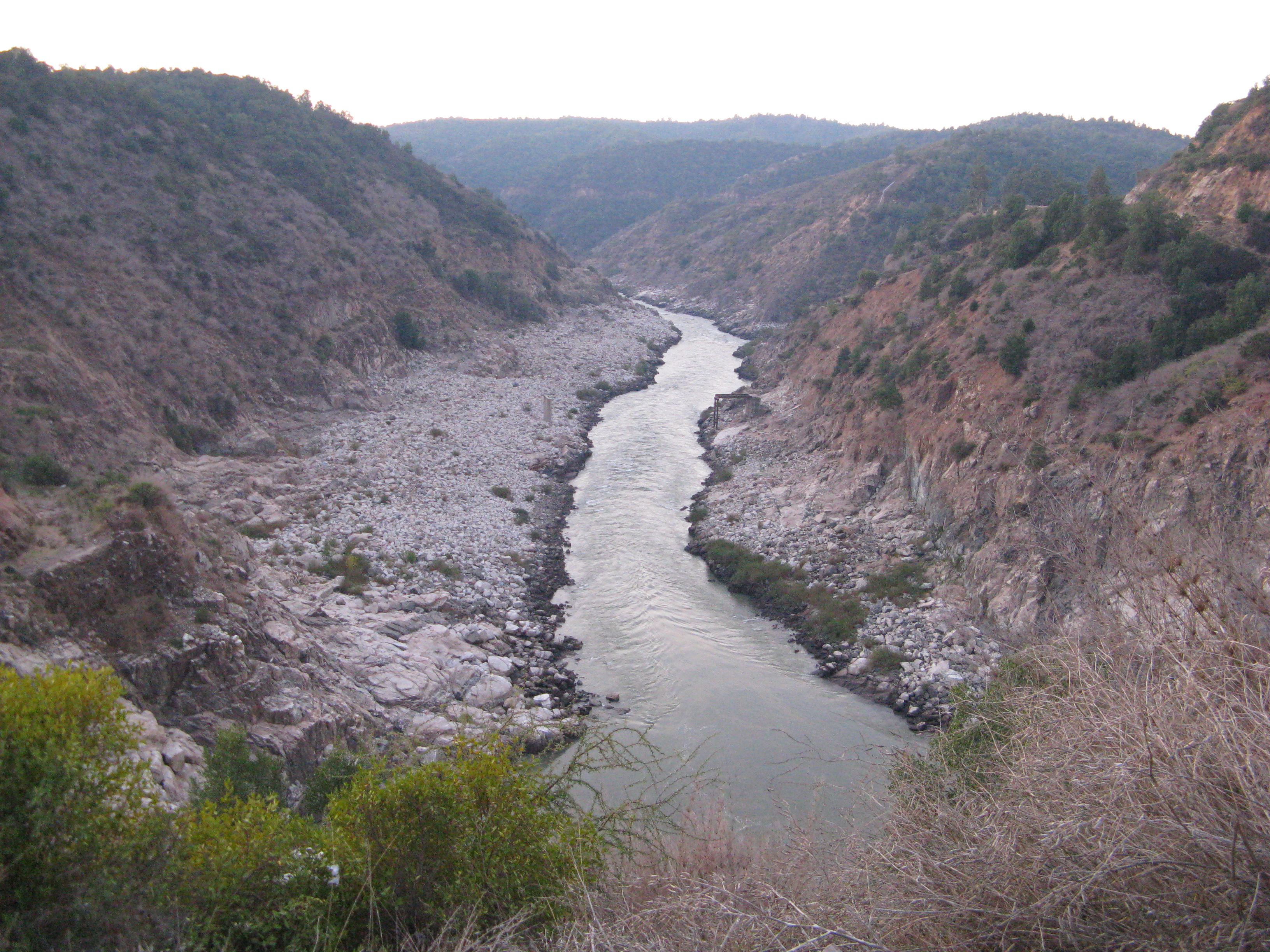
Le Río Rapel juste sous le barrage de Rapel.

Le territoire chilien est traversé par divers cours d’eau qui généralement naissent sur la Cordillère des Andes et leurs débouchés se dirigent vers l’océan Pacifique (soit d’est en ouest). Cependant, du fait de la géographie du pays, les cours d’eau sont de développement assez faible (généralement moins de 300 kilomètres).
La présence du désert d’Atacama, dans le grand Nord du pays, explique qu’il n’y existe pratiquement aucun cours d’eau à l’exception notable du fleuve Loa, qui avec une longueur de 443 kilomètres et ses nombreux méandres est le plus long fleuve du pays. Dans le secteur de l’Altiplano se trouvent des bofedal qui donnent naissance au lac Chungará, situé à une altitude de 4 500 mètres, et les fleuves Lauca et Lluta, partagés entre la Bolivie et le Chili, qui ne dépassent pas les 100 kilomètres de longueur.
Dans le centre nord du pays, de nombreux cours d’eau forment des vallées où est pratiquée une importante agriculture intensive. Des fleuves comme le fleuve Elqui avec 170 kilomètres de longueur, le fleuve Aconcagua avec 142 kilomètres, le fleuve Maipo avec 250 kilomètres et son affluent, la rivière Mapocho avec 120 kilomètres, et le Maule, avec 240 kilomètres sont présents dans cette zone. Ils sont alimentés par la fonte des neiges de la Cordillère en été et les pluies en hiver. La zone ne présente pas de lacs d’importance, à l’exception du lac artificiel Raquel, et du lac artificiel de Colbún, de la lagune du Maule et de la lagune de La Laja.
Vers le Sud, le nombre de fleuves augmente. Le fleuve Biobío, long de 380 kilomètres, situé dans la région du Biobío part de la Cordillère dans la région d’Araucanie, traverse des dizaines de villages et possède de nombreux affluents. Dans cette zone, le pays a installé des centrales hydroélectriques. D’autres fleuves d’importances comme le fleuve Imperial et le fleuve Toltén, dont la source est le lac Villarrica, traversent la région.

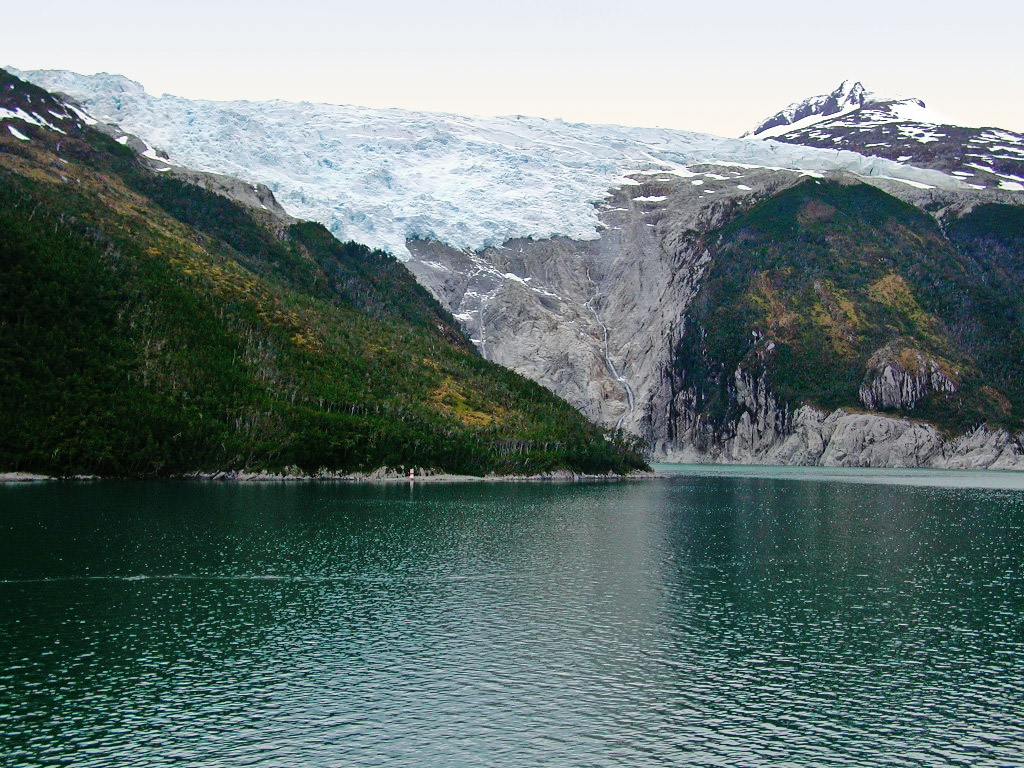
Glacier au niveau du Canal de Beagle

Le lac Villarrica est le premier des divers lacs de la Cordillère des Andes qui existent entre la région de l’Araucanie et la région des Lacs. Certains lacs d’importance appartiennent au système des Siete Lagos comme le lac Ranco, le lac Puyehue, le lac Rupanco, le lac Todos Los Santos et le lac Llanquihue, qui est le deuxième lac du pays en termes d’étendue. Dans la zone de la Patagonie, les fleuves sont plus petits, comme le fleuve Futaleufú, le fleuve Palena et le fleuve Baker, alors que les lacs, à l’exception du lac du Président Ríos situé sur la péninsule de Taitao et la lagune de San Rafael, se trouvent à la frontière avec l’Argentine, étant partagé entre ces deux pays. Le lac General Carrera qui, avec ses 970 km2 dans le territoire chilien, est le plus grand du pays. D’autres lacs comme le lac Cochrane, le lac O’Higgins et le lago Fagnano sont situés en Terre de Feu.

### Rivières et lacs

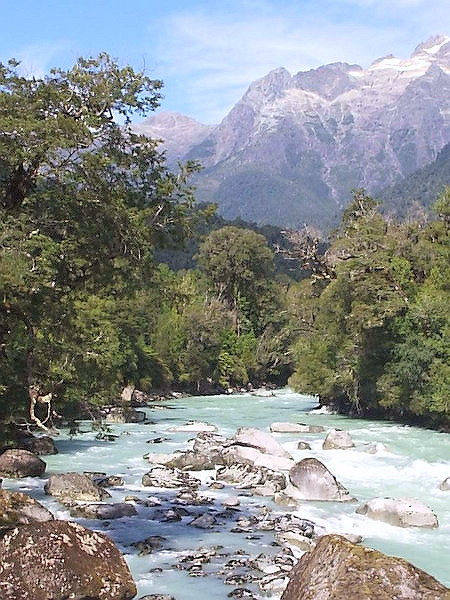
Río Blanco dans la province de Palena (X. Region)

Du fait de sa géographie particulière, le Chili ne comporte que des cours d'eau relativement courts. Le plus long d'entre eux est le Río Loa qui atteint 443 km. Dans le Nord du pays, l'extrême sécheresse du désert d'Atacama ne permet pas l'existence de cours d'eau importants. Dans le grand Nord, les quelques rivières qui coulent de manière permanente, sont alimentés par la fonte de la neige et de la glace des sommets des Andes. Les précipitations, qui s'accroissent en descendant vers le sud, sont à l'origine de fleuves plus importants. Au Chili les fleuves jouent un rôle important dans la production d'énergie et sont utilisés pour certaines activités touristiques telles que la pêche et le tourisme d'aventure. Du Nord au Sud les cours d'eau les plus importants sont les suivants :
- Río Lauca, 160 km, I. Région (Région de Tarapacá)
- Fleuve Lluta, 167 km, I. Région (Région de Tarapacá)
- Río Loa, 443 km, II. Région (Région d'Antofagasta)
- Fleuve Copiapó, 162 km, III. Région (Région d'Atacama)
- Fleuve Elquí, 170 km, IV. Région (Région de Coquimbo)
- Río Limarí, 240 km, IV. Région (Région de Coquimbo.
- Río Choapa, 160 km, IV. Région (Région de Coquimbo)
- Fleuve Aconcagua, 142 km, V. Région (Région de Valparaiso)
- Fleuve Maipo, 250 km, V. Region (Région métropolitaine de Santiago/ Région de Valparaiso)
- Rivière Mapocho, affluent du Maipo, 120 km, (Région métropolitaine de Santiago)
- Fleuve Cachapoal, 172 km, VI. Région (Région du Libertador General Bernardo O'Higgins)
- Fleuve Maule, 240 km, VII. Région (Région du Maule)
- Fleuve Biobío, 380 km, VIII. Region (Région du Biobío)
- Fleuve Imperial, 52 km, IX. Région (Région d'Araucanie)
- Río Palena, 240 km, XI. Région (Région Aisén del General Carlos Ibáñez del Campo)
- Río Aisén, 171 km, XI. Région (Région Aisén del General Carlos Ibáñez del Campo)
- Río Pascua, 67 km, XI. Région (Région Aisén del General Carlos Ibáñez del Campo)

Les lacs chiliens comprennent au Nord les lacs salés ou salars, dont le plus grand et le plus connu est le Salar d'Atacama (3 000 km2). Toujours au Nord se trouve un des lacs les plus hauts du monde : le Lac Chungará de 21,5 km2 se situe à une altitude de 4 500 m.

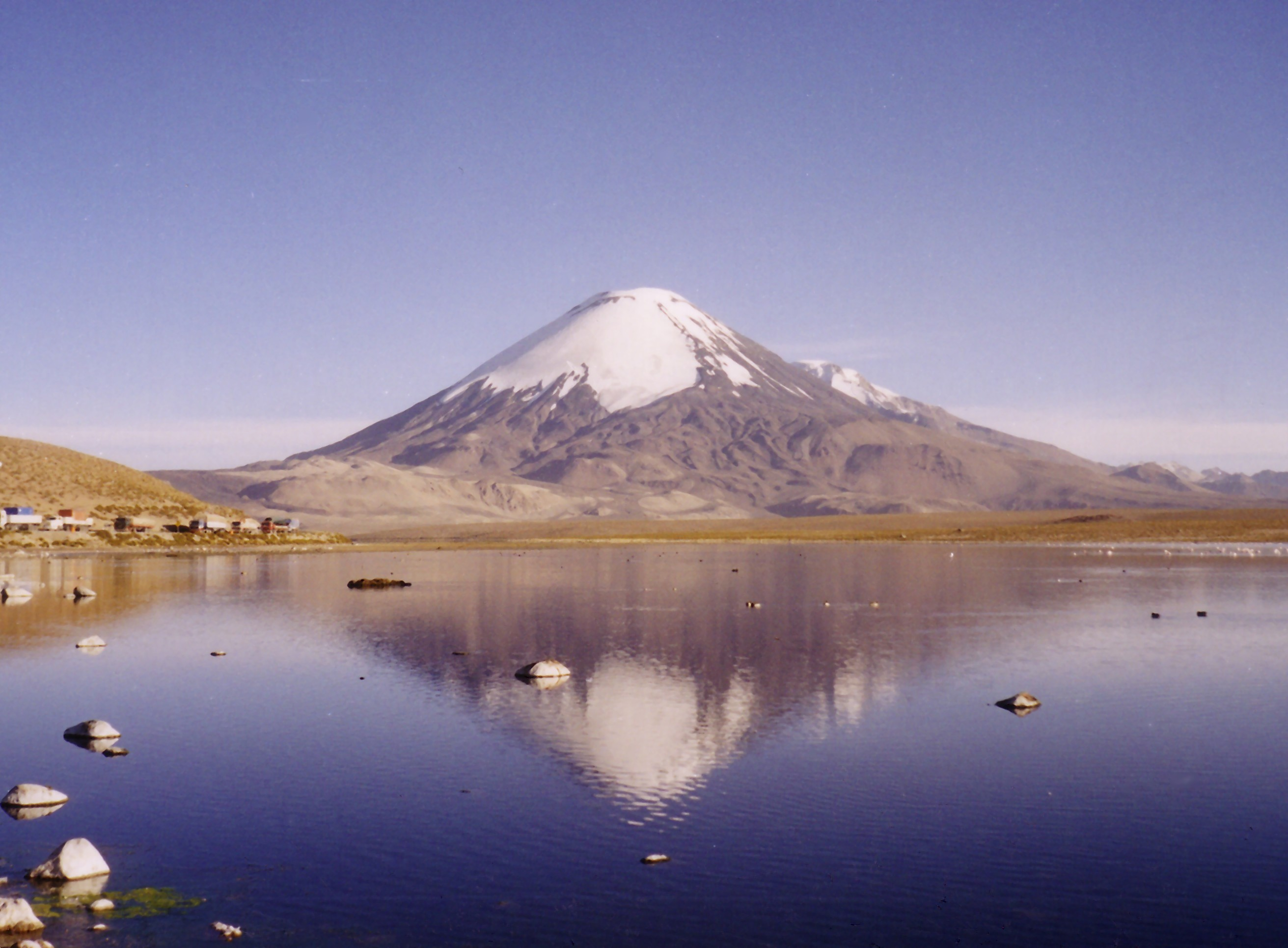
Le Lac Chungará et le volcan Parinacota

Les plus grands et les plus beaux lacs du Chili se trouvent au sud-est de la ville de Temuco près de Puerto Montt. Il s'agit des lacs suivants :
- Lac Colico, 56 km2, IX. Région (Région d'Araucanie)
- Lac Caburga, 51 km2, IX. Région (Région d'Araucanie)
- Lac Villarrica, 176 km2, IX. Région (Région d'Araucanie)
- Lac Calafquén, 120 km2, IX. Région (Région d'Araucanie) et la (Région des Lacs)
- Lago Panguipulli, 116 km2, X. Région (Région des Lacs)
- Lac Riñihue, 77 km2, X. Région (Région des Lacs)
- Lac Ranco, 401 km2, X. Region (Région des Lacs)
- Lac Puyehue, 156 km2, X. Région (Région des Lacs)
- Lac Rupanco, 223 km2, X. Région (Région des Lacs)
- Lago Llanquihue, 860 km2, X. Région (Région des Lacs)

Dans le grand Sud se trouve le plus grand lac du Chili, le Lac General Carrera (970 km2, XI. Région (Région Aisén del General Carlos Ibáñez del Campo)), dont la partie orientale constitue le Lac Buenos Aires argentin.

## Faune et flore

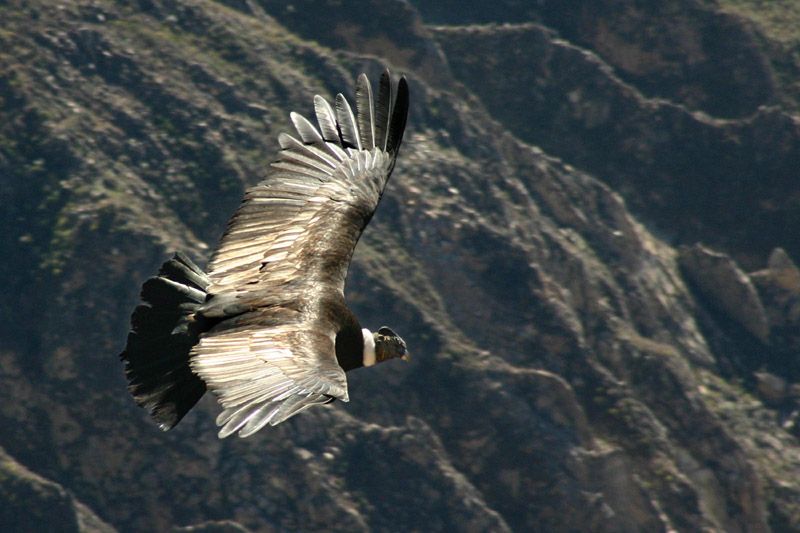
Condor andin, oiseau national.

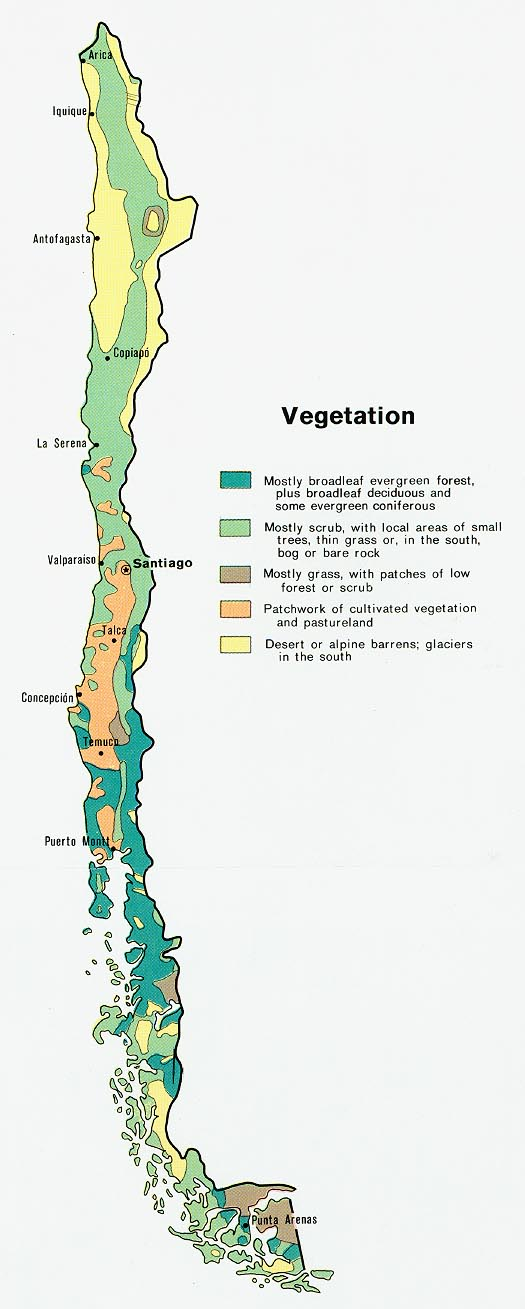
Les différents écosystèmes du Chili.

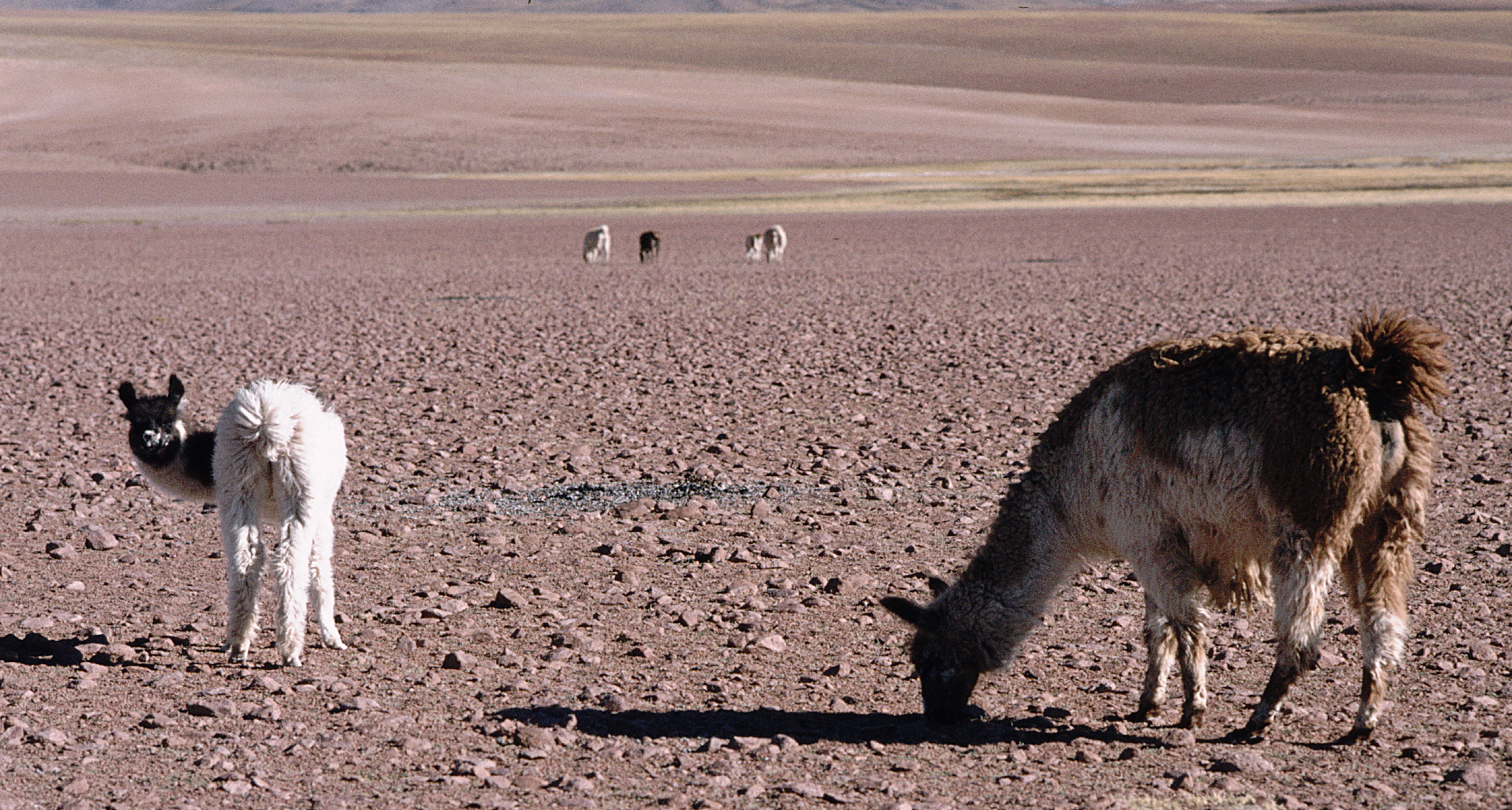
Guanacos au Désert d’Atacama.

Le climat et le relief du pays influent fortement sur les caractéristiques de l’écosystème.
La zone nord du pays est caractérisée par une végétation rare en raison de l’extrême aridité du désert d’Atacama. Des arbres comme le tamarugo, le pimiento, l’algarrobo et le chañar et diverses espèces de cactus sont les seules espèces végétales qui peuvent s’adapter à ces conditions climatiques. Dans la zone de l’Altiplano, la végétation est plus présente, avec des espèces comme la yareta et la queñoa. La famille des lamas, c’est-à-dire, les guanacos, vigogne, lamas et l’alpagas, sont les principaux animaux de ce lieu, à côté d’espèces plus petites comme le viscachas et le chinchilla. Sur certaines lagunes de l’Altiplano vivent des flamants. Dans la zone du Petit Nord, quand surviennent des précipitations vers le mois de septembre, se produit le phénomène appelé le Désert fleuri, les terres arides sont alors recouvertes de diverses espèces de fleurs, comme la añañuca. Tout au long de la cordillère des Andes, l’espèce animale la plus connue est le condor des Andes, représenté sur l’écu national.
Entre le sud de la région d'Atacama et la région de Coquimbo, on assiste à un lent processus de diversification de la faune et flore, se caractérisant par la hausse des précipitations, sur les zones côtières de Talinay et du Parc National Bosque Fray Jorge existent des forêts de type patagonique. Dans le petit Nord, apparaissent des espèces de climat méditerranéen comme le pin, l’acacia et le quillay.
Dans la zone centre-nord du pays apparaissent des formations boisées très dégradées par les incendies, l’abattage destiné à la fabrication de charbon et le défrichement pour l’agriculture. Parmi les espèces caractéristiques de la végétation de la vallée centrale, on peut citer entre autres les épineux, le boldo, le litre, le quillay, le arrayán, le maitén, le vanneau téro (venellus chilensis), le chêne, la treile et le cocotier du Chili, palmier monumental en voie de disparition. Le puma, la grive, le renard, le treile, la bandurria et le perroquet sont des animaux vivant dans la région centrale.

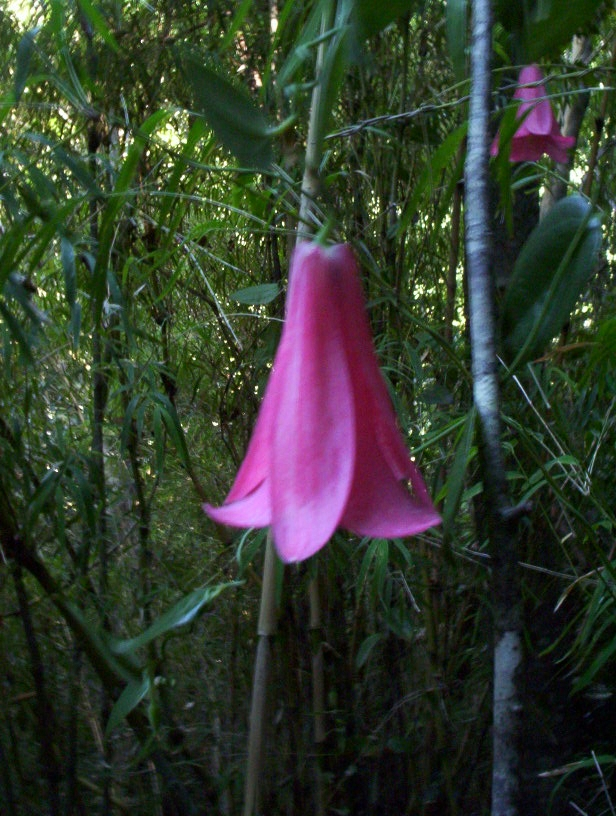
Copihue.

Au sud du fleuve Biobío, la végétation se diversifie et devient une forêt de type valdivienne. Certaines espèces végétales comme la arrayàn, le copihue, fleur nationale, divers helechos et arbres comme Laurelia sempervirens, treile, loro tricahue (espèce de perroquet), la lenga, avellano, diverses espèces de mañíos, alerce, caractérisent ce type de forêt. Le puma est le principal animal carnivore de la zone et vit sur presque tout le pays, sauf dans certains territoires où il a été éradiqué par l’homme. D’autres espèces animales caractéristiques sont les cygnes, le chat des pampas, le pudu et le singe du mont. Un des principaux problèmes environnementaux de la zone est la substitution de bois natifs par des plantations de pins et d’eucalyptus.

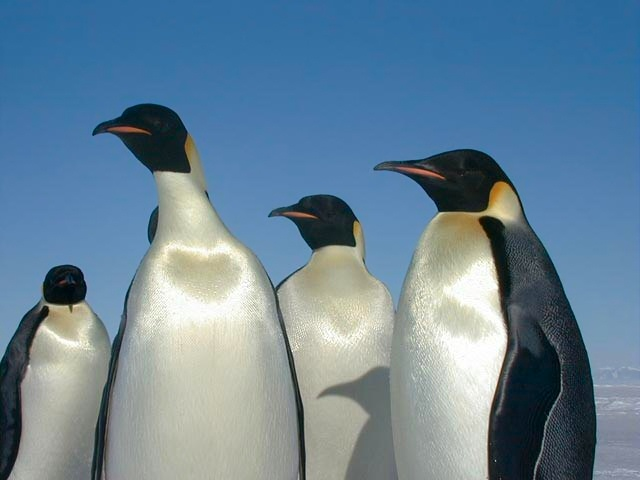
Manchot empereur.

Dans les deux régions les plus australes du pays, il existe de nombreuses forêts toujours bien arrosées, des arbres comme le cyprès, caractérisent la flore de la région. Vers l’intérieur du pays se développent des bois, où prédominent la lenga et, vers la frontière argentine, se trouvent des steppes, où vivent les guanacos, nandous, renards, pumas, etc. Sur cette zone, se développe l’élevage d’ovins et de bovins dans les diverses haciendas. Le huemul, présent sur l’écu du Chili a jadis vécu dans le pays, de nos jours, il vit sur certaines zones difficiles d’accès.
Finalement, sur l’extrême sud du pays, la végétation se réduit à certaines espèces comme le coigüe de Magallanes et ñirre, et quelques espèces de mousses comme le bryophyta et lichens.
Le territoire chilien de l’Antarctique, se trouve en majeure partie gelé de façon permanente et seulement des mousses et lichens peuvent y pousser. Cependant, la faune provenant de la côte est d’une richesse exceptionnelle.

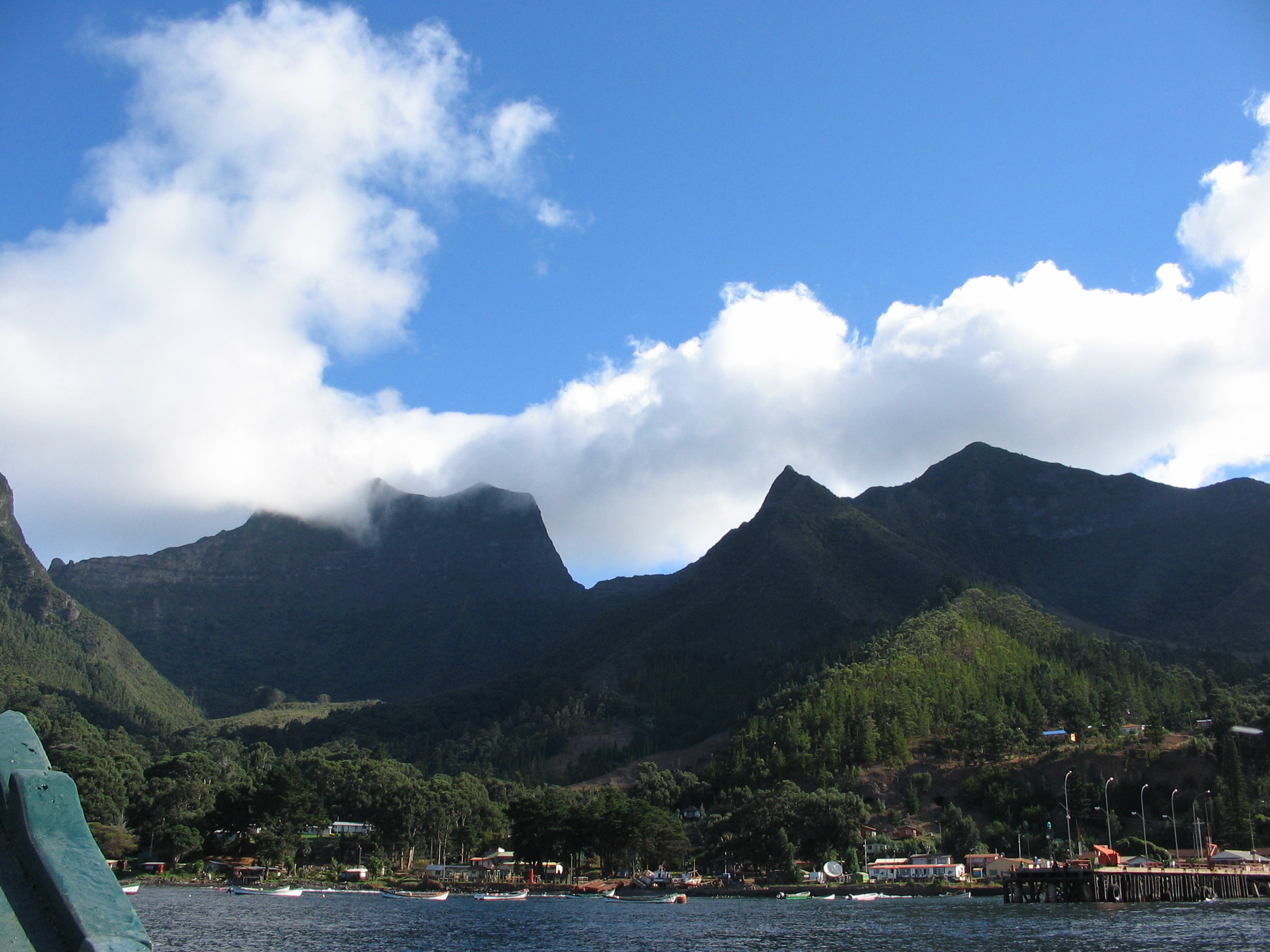
Vue de l’île Robinson Crusoe, dans l’archipel Juan Fernández.

La côte du pays compte de nombreuses espèces d’oiseaux comme la mouette, le pélican, le cormoran et l’albatros. On rencontre également plusieurs espèces de manchots comme le manchot de Humboldt et le manchot de Magellan.
En mer, on rencontre une grande variété de cétacés : dauphin vers Coquimbo et baleines dans la région de Magallanes. Le bar est caractéristique de toute la côte chilienne et on trouve également des espèces typiques : le fitzroya, le merlu, l’anchois, le congridae espèces particulièrement communes des côtes chiliennes. Les coquillages et mollusques, comme la palourde, le homard, la moule et les huîtres, sont abondants. Le saumon et la truite, introduits dans le pays, sont de nos jours les principales espèces de poissons présentes dans les fleuves chiliens.
Dans les territoires insulaires, la faune et flore sont uniques au monde. Alors que dans l’Île de Pâques l’arbre caractéristique le toromiro a pratiquement disparu, l’archipel de Juan Fernández compte plus de 200 espèces végétales uniques comme le plamier chonta et certaines espèces animales comme le picaflor de Juan Fernández et le loup marin.

## Régions et provinces du Chili
Depuis 2005, le Chili est divisé administrativement en seize régions, qui se subdivisent en 51 provinces qui elles-mêmes se divisent en 346 communes. Cette nouvelle organisation remplace celle du 26 octobre 1979 qui divisait le chili en douze régions.

Carte des localisations des régions administratives du pays.

À la tête de chaque région se trouve un intendant tandis que les provinces sont dirigées par un gouverneur provincial. Chaque province est divisée en comunas (communes) gérées par un maire. Les intendants et gouverneurs provinciaux sont nommés par le président, les maires sont élus par les citoyens.
Jusqu’en 2018 les régions étaient désignées par un chiffre romain et un nom, la numérotation étant attribuée du nord au sud, à l’exception de la région métropolitaine de Santiago, désignée par ses initiales RM. Une loi du 15 février 2018 abolit la numérotation des régions, jugée trop confuse, les régions étant dorénavant identifiées uniquement par leur nom.

## Frontières terrestres
Le pays possède des frontières avec :
- l’Argentine : 5 150 kilomètres ;
- la Bolivie : 861 kilomètres ;
- le Pérou : 160 kilomètres.

## Statistiques

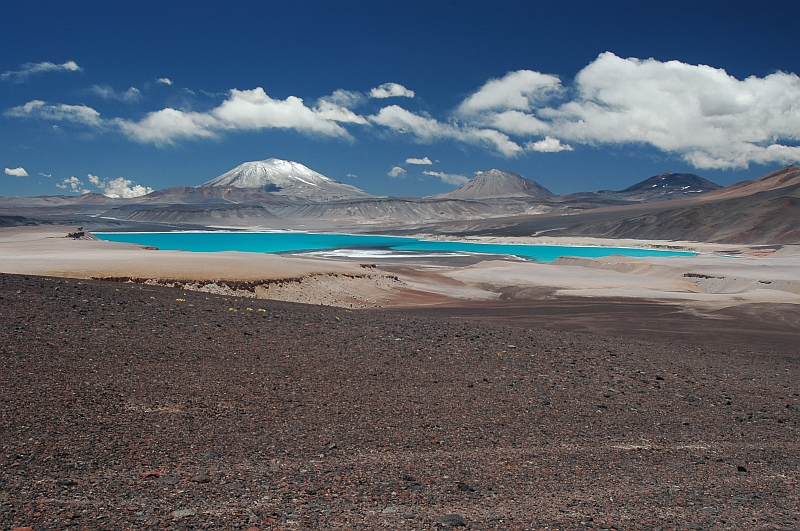
Incahuasi, Chili

Population : 15 116 435 habitants (en 2002). 0-14 ans:27,25 %; 15-64 ans:65,39 %; + 65 ans:7,36 %
 7 447 695 Hommes et 7 668 740 Femmes

Superficie : 759 950 km2

Densité : 20 hab./km2 (minima 0,84 hab./km2 pour la région 12 et maxima 393 hab./km2 pour la Région Metropolitana de Santigo)

Frontières terrestres : 6 171 km (Argentine 5 150 km; Bolivie 861 km; Pérou 160 km)

Littoral : 6 435 km

Extrémités d'altitude : 0 m > + 6 893 m (Ojos del Salado)

Espérance de vie des hommes : 73 ans (en 2001)

Espérance de vie des femmes : 79 ans (en 2001)

Taux de croissance de la population : 1,13 % (en 2001)

Taux de natalité : 16,8 ‰ (en 2001)

Taux de mortalité : 5,55 ‰ (en 2001)

Taux de mortalité infantile : 9,36 ‰ (en 2001)

Taux de fécondité : 2,2 enfants/femme (en 2001)

Taux de migration : 0 ‰ (en 2001)

Indépendance : 18 septembre 1810 (ancienne colonie espagnole)

Lignes de téléphone : 2,603 millions (en 1998)

Téléphones portables : 944 225 (en 1998)

Postes de radio : 5,18 millions (en 1997)

Postes de télévision : 3,15 millions (en 1997)

Utilisateurs d'Internet : 625 000 (en 2000)

Nombre de fournisseurs d'accès Internet : 7 (en 2000)

Routes : 79 800 km (dont 11 012 km goudronnés) (en 1996)

Voies ferrées : 6 701 km (en 2000)

Voies navigables : 725 km

Nombre d'aéroports : 366 (dont 69 avec des pistes goudronnées) (en 2000)

## Séismes
Le pays est sujet à de violents séismes. Les principaux séismes du siècle écoulé sont :
- Le 16 août 1906, un séisme de magnitude estimée à 8,2 avait causé la mort de 3 000 personnes et fait 20 000 blessés à Valparaiso.
- Le 24 janvier 1939, le séisme de Chillán (magnitude 8,3) avait tué 30 000 personnes et blessé 58 000 autres.
- En 1960, un séisme a atteint une magnitude de moment de 9,5. C'est le plus fort jamais enregistré dans le monde.
- Le 3 mars 1985, un séisme avait fait 143 morts et 1 990 blessés dans le centre du Chili et à Santiago.
- Le 13 juin 2005, un séisme d'une magnitude de 7,9 a été enregistré dans le nord du Chili, dans les Andes à une profondeur de 111 km (19,54°S / 69,30 °W). Le bilan fait état de 8 morts.
- Le 26 février 2010, un séisme d'une magnitude de 8,8 fait 525 morts. La ville de Concepción, la deuxième ville du pays, est plus touchée que la capitale Santiago. Le séisme a généré un tsunami.

Parmi les ressources naturelles, on trouve des produits miniers, dont le cuivre; la pêche et le bois.